# سیارک ۹۹۴۳
سیارک ۹۹۴۳ (به انگلیسی: 9943 Bizan، نامگذاری:1989UG3)۹۹۴۳مین سیارک کشف شده‌است که در ۲۹ اکتبر ۱۹۸۹ کشف شد.